# Саламов, Абдулхалим Асхабович
Абдулхали́м (Абдул-Хали́м) Асха́бович Сала́мов (1899, Шали — 18 апреля 1978, Грозный) — чеченский советский общественно-политический деятель, учёный, организатор науки. Первый кавалер Ордена Ленина на Северном Кавказе (1934).

## Биография
Родился в селе Шали в 1899 году в селе преуспевающего торговца. Отец определил Абдулхалима в сельское медресе, где мальчик хорошо освоил арабский язык. Затем его определили в светскую школу, в которой Абдулхалим также учился на отлично. В школе было только три класса. Для продолжения учёбы мальчик был направлен в школу станицы Червлённая, которую окончил без единой четвёрки. Но продолжить учёбу не удалось — в России наступили сложные времена.

### Революция
В 1918 году участвовал в боевых действиях чеченских отрядов против станицы Петропавловская. В марте 1919 года участвовал в обороне аулов Устар-Гардой и Мескер-Юрт от войск Деникина, командовал артиллерией. После занятия деникинцами Шалинского района отступил в Ведено, где работал в правительстве Узун-Хаджи. Он возглавил монетный двор, чеканил деньги Северо-Кавказского эмирата.

### Советский период
Абдул-Халим Саламов — выдающийся сын чеченского народа, в судьбе которого зеркально отразилась судьба его народа. Он мужественно, бескорыстно и верно служил ему. Во имя него переносил он все невзгоды, гонения, аресты и ссылки. Ничего не требовал для себя, ничего не накопил… Но он грудью защищал доброе имя народа, используя при этом весь свой большой авторитет в партийных кругах, воспитывал и помогал молодым учёным.
В марте 1920 года, после установления Советской власти в Чечне, был назначен заведующим орготделом Чеченского ревкома. В 1923 году был направлен на учёбу в Москву в Коммунистический университет трудящихся Востока, где вступил в партию большевиков. После окончания учёбы вернулся в Грозный и стал редактором областной газеты «Серло». В 1926—1927 годах работал заведующим оргбюро в Чеченском облисполкоме. В начале 1927 года на съезде Советов Чечни был избран членом Крайисполкома. Также он состоял членом Президиума нацпарткомиссии крайкома партии и членом редколлегии краевого журнала «Революция и горец».
В 1927 году он женился. Его избранницей стала дочь чеченского купца Юсупа Эдельбиева Петимат. В том же году у них родилась дочь Роза.
Саламову неоднократно приходилось спасать своего отца от репрессий, так как он принадлежал к зажиточному сословию. По совету сына Асхаб переквалифицировался в жестянщики.
12 апреля 1929 года Саламов бы направлен на учёбу в Москву, в Институт красной профессуры, где учился вместе с Абдурахманом Авторхановым и Михаилом Сусловым. Все трое были отличниками.
Стипендии не хватало и Саламов читал лекции по философии и политэкономии. Он хотел, чтобы его жена тоже была образованным человеком — научил её читать и писать (арабскую грамоту она уже знала). Она посещала лекции, которые читал её муж. Также она посещала кружок «Ворошиловский стрелок», который работал в институте и научилась хорошо стрелять. Она и в 70 лет удивляла окружающих меткой стрельбой.
После окончания четырёх курсов Саламов был отозван Чечено-Ингушским обкомом партии. В марте 1933 года его назначили начальником политотдела Хасавюртовской МТС. За работу на Хасавюртовской МТС осенью 1934 года в Кремле Саламову вручили Орден Ленина. На банкете Михаил Калинин вручил ему золотые часы с гравировкой на крышке, а Климент Ворошилов — маузер, тоже с золотой гравировкой.
Саламов был переведён на должность начальника политотдела 1-й Чеченской МТС. Там он проработал до февраля 1935 года. После слияния политотделов МТС с райкомами партии он стал первым секретарём Грозненского РКП(б). Впоследствии был назначен наркомом земледелия ЧИАССР, а затем — заместителем председателя правительства.

### Арест
Абдурахман Авторханов писал:
В конце сентября в газете «Правда» появилась громовая статья «от специального корреспондента», под жирным заголовком «Буржуазно-националистический клубок в Чечено-Ингушетии». Автор статьи, несомненно инспирированной ЦК ВКП(б), доказывал, что в Чечено-Ингушетии в партийном руководстве и во главе правительства сидят «буржуазные националисты», которые ведут чечено-ингушский народ по антисоветскому пути. Автор и газета «Правда» призывали не названного по имени судью (НКВД!) «до конца распутать буржуазно-националистический клубок».
Абдулхалим Асхабович был мужественным человеком. Рядом с ним трус становился храбрецом, мало знающий — мудрецом. Это был пример высокой духовной нравственности, и мы у него этому учились. Все мы, сегодняшние академики, профессора, имеем свои учёные степени потому, что в молодости имели счастье быть замеченными А.-Х. Саламовым.
В начале октября 1937 года в Чечено-Ингушетию прибыл кандидат в члены Политбюро, председатель партколлегии при Комитете партийного контроля и заместитель Николая Ежова Матвей Шкирятов. 7 октября был созван расширенный пленум Чечено-Ингушского областного комитета в Доме культуры имени Ленина в Грозном. Кроме членов пленума, присутствовали персонально приглашённые ответственные работники города и районов. По приказу Шкирятова прямо на заседании были арестованы все чеченцы и ингуши, являющиеся членами Чечено-Ингушского областного комитета. Потом приказ Шкирятова был распространен на всех чечено-ингушских работников, от председателя республиканского правительства до председателей сельсоветов.
Ведущий дело Саламова следователь приходил к его супруге и рассказывал ей о пытках, которым подвергается её муж. Через два месяца он выселил её с четырьмя детьми во двор, а сам занял её квартиру. Всем было запрещено общаться с семьёй «врага народа». Супруга следователя целыми днями следила за исполнением распоряжения. Старшей дочери Саламова было в то время 10 лет, а младшей 9 месяцев.
Раиса Саламова вспоминала:
В полночь или на рассвете, когда на улице было темно, соседи (чаще всего русские) посылали детей с продуктами, которые оставляли для нас где-нибудь во дворе или в подъезде. Соседи также ночью заводили нас по одному в дом, чтобы мы могли помыться и постирать свои вещи.
В ноябре семью Саламовых забрала к себе их дальняя родственница Дута Мустафинова. Она устроила Петимат на работу в аптеку, давала деньги, присматривала за детьми. Но доброта Дуты стоила ей семьи — муж развёлся с ней.
Пристроив своих детей, Петимат поехала в Москву, писала письма, добивалась приёма у руководителей. Ей даже удалось попасть на приём к Ежову. На письма ответа не было. Но расстрел был заменён ссылкой на 10 лет. В 1939 году Саламова отправили на каторгу в Карелию. Вскоре после этого известия скончался его отец.

### Повторный арест
В июле 1947 года после заключения Саламов вернулся к своей семье, которая к тому времени находилась в депортации в посёлке Верхний Комсомольск недалеко от города Чирчик на севере Узбекистана. Он начал работать сначала счетоводом, потом учётчиком, главным бухгалтером.
В 1951 году он был арестован снова. Жена искала его по всей стране, но найти не смогла. Два года от Саламова не было известий. После смерти Сталина семья получила письмо: он осуждён пожизненно по 58-й статье. Петимат тут же поехала к мужу, который отбывал срок в тайге в 100-150 км от Новосибирска и оставалась там до его освобождения. Вместе с Саламовым там отбывали срок бывшие секретари обкомов Латвии и Эстонии. Между заключёнными установились дружеские отношения, которые продолжались вплоть до смерти Саламова.

### Освобождение
В 1955 году Саламов был освобождён и супруги смогли вернуться. Они переехали в Алма-Ату, где к тому времени жили почти все их родственники. В Алма-Ате начали выпускать первую после смерти Сталина газету на чеченском языке «Къинхьегаман байракх» (чечен. «Знамя труда»). Саламов начал работать в этой газете, в редакции которой собрался цвет чеченской интеллигенции: журналисты Азамат Саракаев, Хамид Магомадов, Салаудин Магомаев, Ноха Магомедов, Абаз Чекуев, Висита Азамов, писатели Нурдин Музаев, Хасмагомед Эдилов, Раиса Ахматова, Зайнди Джамалханов, Саидбей Арсанов и другие.
Надежда на реабилитацию и возвращение домой крепла с каждым днём. Но это вопрос не мог решиться сам собой. В 1956 году представительная чечено-ингушская делегация поехала в Москву на встречу с Никитой Хрущёвым. В составе этой делегации был и Саламов. Вопрос о возвращении на родину был решён. Саламову было поручено выдавать разрешения на возвращение домой. Его семья не могла поехать домой, пока он не отправил всех желающих. Саламовы прибыли в Чечено-Ингушетию 6 ноября 1956 года.

### Директор института
В 1958 году Саламов был назначен директором Чечено-Ингушского научно-исследовательского института истории, языка и литературы (ЧИНИИИЯЛ). Он принял это назначение с большой неохотой, так несколько раньше от этой должности был освобождён Дошлуко Мальсагов, вместе с которым они прошли через ссылку. В Грозном стоял памятник генералу Ермолову, прославившемуся жестоким отношением к горцам. Причиной отставки Мальсагова была его непримиримая позиция по вопросу сохранения памятника.
Не будучи высоконравственной личностью, человек не будет ни достойным политиком, ни достойным учёным. А. А. Саламов был исторической личностью, реформатором общественной формации. Он очень трепетно относился к истории своего народа, он не мог позволить как искажения самой истории, так и неверного представления о чеченцах. В этом вопросе он был принципиален, как, впрочем, и во многих других. Личность Саламова — это целая эпоха в истории чеченского народа.
Саламов был директором института до 1971 года. Хасан Туркаев писал:
ЧИНИИИЯЛ именно при Саламове сделал крупный шаг вперед в развитии чеченской науки, вырастив десятки кандидатов и докторов наук, издав десятки фундаментальных научных трудов по общественным наукам, часто под редакцией самого Саламова А. Именно при нем в институте были написаны «Очерки истории ЧИАССР» в двух томах. Именно при Саламове институт собрал и частично опубликовал произведения чеченского устного народного творчества. При Саламове была собрана и ежегодно пополнялась ценными изданиями библиотека института, которая, к сожалению, была разворована до начала и во время военных действий в республике.
Главной проблемой в организации работы института было отсутствие кадров. Старые учёные в основной своей массе были уничтожены в ходе сталинских репрессий и депортации. Лишь немногим удалось получить образование в годы депортации. Первые после длительного перерыва выпускники вузов появились лишь в 1962 году. Поэтому Саламов делал всё возможное, чтобы содействовать развитию образования в республике, помогать молодым учёным, выбивал для них жильё, решал бытовые проблемы. Благодаря его помощи стали известными учёными Саид-Магомед Хасиев, Хамзат Ибрагимов, Муса Багаев и многие другие.
Саламов был первым чеченцем, написавшем кандидатскую диссертацию. Она была посвящена истории чеченского народа. Предполагалось защитить её в Москве. После своего ареста Саламову удалось передать своему коллеге записку с просьбой сохранить свою работу. Тот забрал диссертацию и успешно её защитил. Под впечатлением от этого поступка после возвращения к научной работе Саламов, несмотря на неоднократные предложения, отказывался снова писать диссертацию.
Саламов прекрасно знал арабский, немецкий и английский языки. Он часто выступал с докладами на всесоюзных и международных симпозиумах.
После назначения Саламова директором институтом за короткое время были написаны:
- «Очерки истории чеченской литературы» (1961);
- «Очерк истории чечено-ингушской литературы» (1961);
- «Очерк истории чечено-ингушской литературы» на русском языке (1963).

К созданию этих работ Саламов привлёк ведущих ингушских, чеченских и русских учёных, работавших в то время в Чечено-Ингушетии: Дошлуко Мальсагова, Багаудина Зязикова, Орцхо Мальсагова, Халида Ошаева, Махмуда и Магомеда Сулаевых, Марьям Чантиеву, Виктора Борисовича Корзуна, Владимира Ивановича Харчевникова, Владимира Михайловича Былова. Сам Саламов внёс весомый вклад в создание этих очерков, являлся членом редакционной коллегии.
Но впереди была более масштабная задача: написание «Очерков истории Чечено-Ингушской АССР». Чеченцы и ингуши не имели своей письменной истории, архивы и письменные источники были уничтожены во время депортации. Но главная проблема заключалась в том, что объективно написанная история могла не пройти цензуру местной номенклатуры. Профессор Х. В. Туркаев вспоминал:
Я, работавший тогда в научно-исследовательском институте, хорошо и отчетливо помню бурлящее кипение страстей… в ходе обсуждения плана-проспектов этих томов: попытки исказить или осветить однобоко давно прошедшей и новейшей истории чеченцев вызывали резкую отповедь со стороны А. А. Саламова и М. А. Абазатова, заведовавшего сектором истории советского периода, участника и инвалида Великой Отечественной войны. На обсуждениях плана-проспекта, а затем глав и разделов редакций двухтомника учёным постоянно приходилось в жесточайших дискуссиях отстаивать свою концепцию в освещении истории чеченцев и ингушей. Если коротко её сформулировать, то она заключалась в том, чтобы отстоять право этих народов иметь хотя бы более или менее объективно освещенную историю.
К написанию «Очерков» были привлечены известные советские учёные Е. И. Крупнов, В. И. Марковин, P. M. Мунчаев, Е. Н. Кушева, Н. П. Гриценко, Н. А. Тавакалян, Е. Н. Гонтарева, Л. Н. Колосов, И. М. Саидов, А. И. Хасбулатов. Сам Саламов написал разделы «Народные восстания в 60-70-х годах XIX века» и «Положение крестьянства (1900—1914)». В 1972 году был издан второй том «Очерков».
Саламов прилагал огромные усилия для сбора архивных материалов, разбросанных по всей стране, привлекал к этой работе лучших сотрудников, мобилизовал для этого все имеющиеся командировочные ресурсы, если государственных средств не хватало — расходовал личные. В результате были собранные ценные материалы по истории Чечни и Ингушетии, которые послужили основой для большого количества научных работ. Благодаря его усилиям в Грозный попали библиотеки Романа Фатуева, Евгения Крупнова и ряд других. По инициативе Саламова в районах республики ежегодно проводились фольклорные, этнографические и археологические экспедиции. К сожалению, богатейшая библиотека института была разграблена и уничтожена во время боевых действий в Чечне.

### На пенсии
Даже после ухода на пенсию Саламов продолжал заниматься наукой и общественной деятельностью. Последним испытанием для него стала тяжёлая болезнь, начавшаяся в марте 1978 года. В том году в Чечено-Ингушетии проходило обсуждение плана второго тома четырёхтомной истории народов Северного Кавказа. Саламов не был приглашён на это обсуждение из-за болезни. Но он сам приехал на совещание и выступил с острой критикой предлагаемого плана. Скончался 18 апреля 1978 года. Телеграммы с соболезнованиями со всей страны шли в течение нескольких месяцев.